# Sint-Monulphus en Gondulphuskerk (Achel)

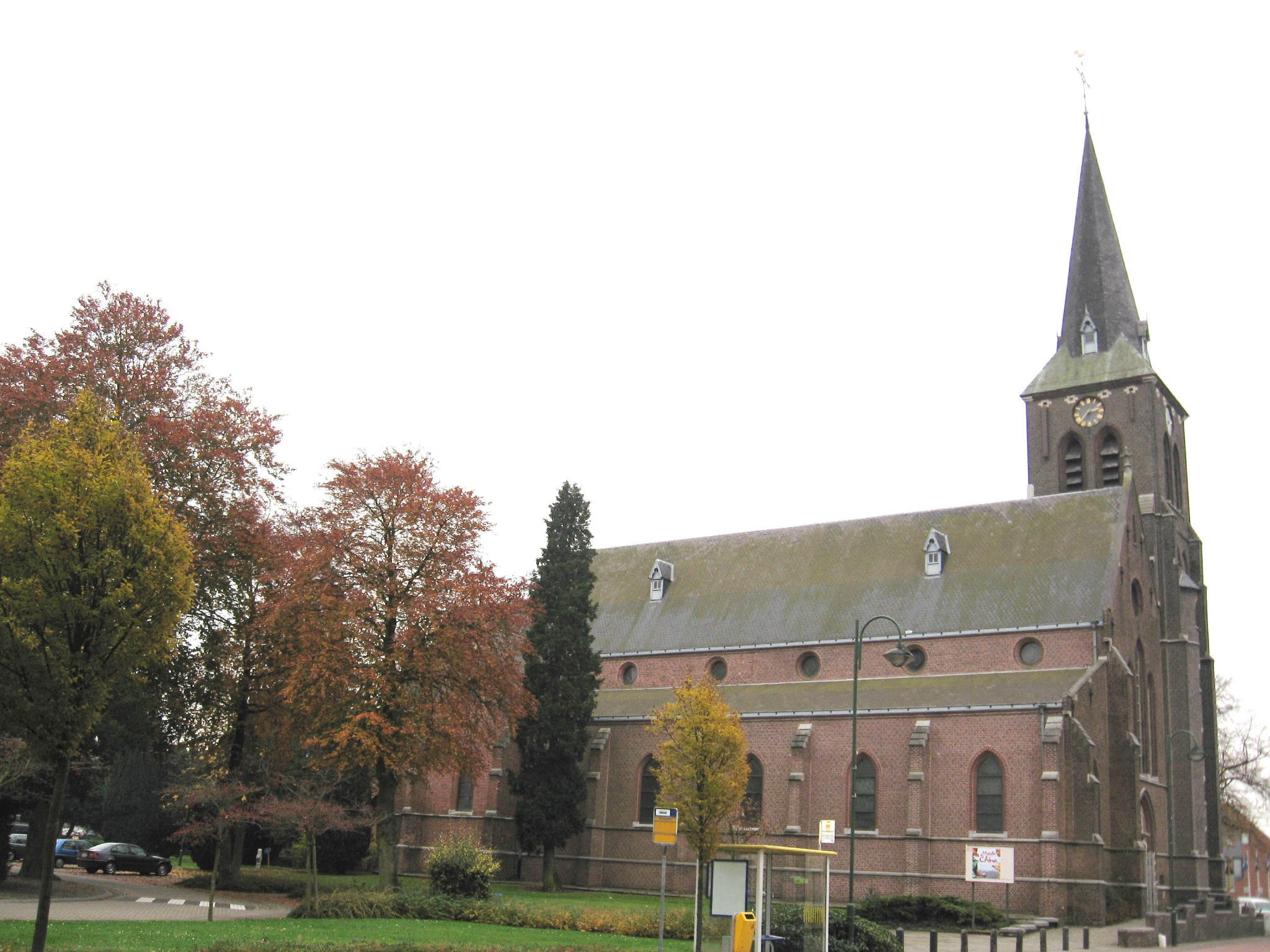
Sint-Monulphus en Gondulphuskerk

De Sint-Monulphus en Gongulphuskerk is de parochiekerk van Achel in de Belgische provincie Limburg. De kerk is gelegen aan het Michielsplein.

## Geschiedenis
Reeds in 1139 werd melding gemaakt van een kerk op deze plaats, maar er was reeds een 11e-eeuws romaans kerkje. Op de grondvesten daarvan werd het latere gotische koor gebouwd. De gotische kerk werd gebouwd van 1450-1460 ongeveer. In 1670 werd het gebouw verfraaid, maar van een toren was -vanwege geldgebrek- geen sprake. Men bediende zich van een houten klokkenstoel. Pas van 1753-1758 werd de toren gebouwd, ontworpen door H. Deelen uit Mierlo. In 1846 sloeg de bliksem in de toren in, maar de schade werd hersteld.
In 1905 werd, door Hyacinth Martens en Vincent Lenertz een plan opgesteld voor een nieuwe kerk. De toren werd afgebroken en het schip werd met twee traveeën verlengd, de zijbeuken werden vergroot en een nieuwe toren werd gebouwd. Op 2 oktober 1913 werd de nieuwe kerk ingewijd.
Op 21 juni 1943 liep de kerk enige schade op, toen een geallieerde bommenwerper neerstortte.

## Gebouw
Het middenschip, transept en koor zijn gotisch. De zijbeuken, westtraveeën en de 42 meter hoge toren zijn neogotisch. Buiten de kerk, aan de koorzijde, zijn een aantal 18e-eeuwse grafstenen geplaatst. 

## Meubilair
Het schilderij van Jezus aan het kruis is een altaarstuk van het voormalige barokke Kruisaltaar dat midden in de kerk stond en stamt van eind 17e of begin 18e eeuw. De Hemelvaart van Jezus is een schilderij uit het begin van de 18e eeuw, afkomstig van het voormalige barokaltaar van Heilige Maria en Barbara. Het schilderij van Onze-Lieve-Vrouw met Kind op de maansikkel dateert waarschijnlijk van de 18e eeuw en is mogelijk afkomstig van het voormalige altaar van Onze-Lieve-Vrouw. 
De kerk bezit enkele gepolychromeerde houten heiligenbeelden: Sint-Rochus (eind 18e eeuw), en Sint-Barbara, toegeschreven aan de Meester van Varsseveld, dateert van omstreeks 1480-90. Het beeld van de Heilige Antonius van Padua is vervaardigd omstreeks 1700, en afkomstig uit het voormalig klooster Catharinadal.
Verdere kunstvoorwerpen zijn voornamelijk neogotisch en stammen uit begin 20e eeuw.